# Іллєнко Юрій Герасимович
Ю́рій Гера́симович Іллє́нко (нар. 9 травня 1936, Прохорівка, Київська область, УСРР, СРСР — пом. 15 червня 2010, Прохорівка, Канівський район, Черкаська область, Україна) — український кінооператор, кінорежисер та сценарист. Народний артист Української РСР (1987). Серед найвідоміших фільмів Іллєнка «Криниця для спраглих», «Вечір на Івана Купала», «Білий птах з чорною ознакою», та «Легенда про княгиню Ольгу». Один із представників хвилі «українського поетичного кіно».
Батько актора і продюсера, голови Держкіно (2014—2019) Пилипа Іллєнка та українського політика, депутата Верховної Ради України VIII скликання Андрія Іллєнка.

## Біографія
Юрій Герасимович Іллєнко народився 9 травня 1936 року в Черкасах, 18 липня був зареєстрований у місцевому «ЗАГС». Під час німецько-радянської війни (1941 рік) опинився з мамою й двома братами в самому серці Сибіру, селі Філіппово Ординського району на Обі (Російська Федерація). Молодший брат помер від виснаження. Повернення до спустошеної України 1944 року було недовгим. У Черкасах не знайшлось достатньо дітлахів і вчителів, щоб відкрити другий клас, довелось удруге вчитися в першому, російськомовному. 1946 року батько, демобілізований з фронту інженер-будівельник, завербувався на шкідливе виробництво скловати в Москву, щоб дати дітям освіту. Родина жила в бараці на території заводу «Ізопліт». Мати захворіла на туберкульоз. Юрій закінчив школу на робітничій околиці Москви і вступив у престижний Всесоюзний державний інститут кінематографії (ВДІК) на операторський факультет, як і старший брат Вадим.

### Творчість в СРСР

Юрій Іллєнко (ліворуч) у фільмі «Вулиця Ньютона, будинок 1». 1963 рік

1960 року зняв дипломну роботу «Прощавайте, голуби» (перший в історії інституту повнометражний фільм) і отримав за роботу нагороди на світових кінофестивалях в Празі і Локарно — за найкращу операторську роботу. 1963 року отримав запрошення зі студії ім. О. Довженка зняти фільм «Тіні забутих предків» режисера Сергія Параджанова. Фільм став не лише лауреатом понад сотні міжнародних кінофестивалів, але й актом відродження слави українського духу, збудником української ідеї.
Дебют Юрія Іллєнка у режисурі — «Криниця для спраглих» за сценарієм Івана Драча про винищення українського села, був заборонений постановою ЦК КП України на 22 роки. 30 червня 1966 ЦК Компартії України схвалив постанову «Про серйозні недоліки в організації виробництва кінофільмів на Київській кіностудії ім. О. Довженка», в якій піддавалися критиці кінострічки «Криниця для спраглих» (автор сценарію І. Драч, режисер Ю. Іллєнко). Наступний фільм «Вечір на Івана Купала» — алегорична історія України, був знятий з екрану рішенням голови Держкіно СРСР Олексія Романова і покладений на полицю на 18 років. Фільм реабілітовано в 1988 році.
1967 року дирекція Венеційського кінофестивалю персонально запрошувала Юрія Іллєнка з фільмом «Вечір на Івана Купала» на фестиваль з гарантією головного призу «Золотий лев» Святого Марка, але голова Держкіно СРСР Олексій Романов заявив, що такого фільму взагалі не існує. Неймовірними зусиллями режисер добився, щоб фільм послали на міжнародний фестиваль у Прагу, але в день відкриття фестивалю в Прагу увійшли радянські танки для придушення празького повстання.
1971 року на XXIV з'їзді Комуністичної партії України вустами першого секретаря Львівського обкому КПУ Віктора Добрика було засуджено наступний, третій фільм - «Білий птах з чорною ознакою», як «найбільш шкідливий фільм, що колись було зроблено в Україні, особливо шкідливий для молоді». У фільмі вперше в історії було виведено як головного героя вояка УПА. Рятуючи себе, Петро Шелест, перший секретар ЦК КПУ, бо саме він дозволив показати фільм з'їздові, посилає «Білого птаха» на Московський міжнародний кінофестиваль. Фільм тріумфально виборює Гран-прі фестивалю, завдяки півгодинній овації шести тисяч глядачів кремлівського палацу з'їздів, де проходив кінофестиваль. За якийсь час Шелеста знімають за націоналістичний ухил, а фільм опиняється в опалі на довгі роки, аж до кінця ери Щербицького. «Білого птаха» можна було побачити в Токіо, Монреалі, Нью-Йорку, Парижі, Тегерані, лише не в Україні.
Далі була дворічна еміграція в Югославію, де Юрій Іллєнко зняв фільм «Жівіо заінат», що перекладається як «живу наперекір всьому». Це чорногорське вітання. Коли зустрічаються двоє чорногорців, вони так вітаються: — Како сте? (Як ти?), — Жівіо заінат! (Живу всупереч). Всупереч всьому. Всупереч усім тяжким обставинам: голоду, війні, зрадам, терору, безгрошів'ю, хворобам… тощо… Фільм отримав «Срібну арену» на фестивалі в Пулі. І приз за найкращу чоловічу роль. В Україні на екрани не був допущений. Двічі, з інтервалом в три роки, режисер отримує запрошення і контракти з Голлівуду. Сам Юрій Ілієнко говорив про це так: "Про перший контракт дізнався з «Голосу Америки», де почув дослівно таке: 
| „КДБ повідомило, що ніде не може знайти Іллєнка, щоб передати йому пропозиції Голівуду, бо він постійно знімає фільми десь у горах“. Сильно реготав. Другий контракт передав мені чорногорський продюсер Чедо Вулевич у порту Бар і провів мене на паром, що йшов в італійський порт Барі. Дав двісті доларів і сказав: з капітаном узгоджено, замовляй кожні 15 хвилин порцію віньяку, і за три години дістанешся Італії. Я зійшов з парому, бо знав, що коли рушу в Голівуд, моїх двох братів у Києві — Вадима і Михайла, теж кінематографістів, рушать туди, куди й Стуса» |
Наступний фільм «Мріяти і жити» за сценарієм Івана Миколайчука і Юрія Іллєнка було 42 рази зупинено у виробництві на різних стадіях: під час режисерської розробки, в підготовчий період, під час знімання (18 разів), в монтажному періоді і, звичайно, при процедурі здачі керівним органам. А треба було пройти 12 інстанцій — від худради об'єднання до ЦК КПРС. Для режисера епопея перманентних заборон закінчилась першим інфарктом на худраді студії Довженка. На XXV з'їзді КПУ Володимир Щербицький з гордістю доповів делегатам: — «Имею честь доложить делегатам съезда, что с так называемым „поэтическим кино Украины“ наконец покончено». Одним із представників поетичного кіно був і Юрій Іллєнко. Після такої заяви Іллєнко перебирається до Москви і починає на Мосфільмі на експериментальній студії Григорія Чухрая фільм про Катерину Білокур «Очі землі». Новопризначений голова Держкіно УРСР Василь Большак вимагає переведення постановки на студію Довженка і через місяць ліквідовує проєкт на вимогу ЦК КПУ.
У різні роки були заборонені майже всі проєкти Іллєнка на стадії сценарію. Серед них було заборонено для постановки трилогію про Київську Русь — «Князь Ігор», «Володимир Красне Сонечко», «Ярослав Мудрий». Заборонено екранізацію «Лісової пісні» Лесі Українки (постановка якої була здійснена двадцять років потому). Заборонено до постановки два сценарії за Шевченком — «Великий льох» і «Варнак». Нарешті секретар ЦК КПУ з ідеології Валентин Маланчук, відомий українофоб, заборонив перший варіант сценарію про Івана Мазепу зі словами: «Якщо Іллєнко не хоче, щоб з ним трапилось те, що трапилось з Мазепою після Полтави, то хай закопає свій сценарій в себе на городі!» Був заборонений навіть сценарій фільму для дітей, комедії (за жанровими ознаками) про ліквідацію бандитами Запорізької Січі. Всього Юрій Іллєнко написав 42 сценарії, але лише сім із них стали фільмами.

### Творчість у незалежній Україні
Юрій Іллєнко створив незалежну кіностудію «Фест-Земля», на якій зняв перший в Україні фільм не на державні кошти. В основу фільму покладено зеківські оповідання Сергія Параджанова «Лебедине озеро. Зона». Це фільм було запрошено на Каннський кінофестиваль, де він виборов два призи: Приз ФІПРЕССІ — міжнародної федерації кінопреси і Приз «Ескор» — незалежної молодої кінокритики. В українському прокаті фільм не показувався. Пізніше російська телекомпанія ОРТ придбала його з ексклюзивними правами щодо показу і навіки поклала на полицю.
Наступні десять років Юрій Іллєнко був безробітний як кінематографіст. Написав за цей час свій найкращий сценарій про друге пришестя Христа «Агн», монографію «Парадигма кіно» — перший в Україні підручник з кінорежисури. Зробив три персональні виставки своїх живописних і графічних творів, зняв проєкт «Молитва за гетьмана Мазепу», до якого йшов близько третини свого життя. Фільм для показу в Росії заборонив міністр культури РФ Михайло Швидкой. В Україні фільм також було знято з кінопоказів, заборонено для показу по ТВ, не випущено на відео. Не продано за кордон, хоча було багато пропозицій, що перекривали видатки на фільм у десятки разів. Після цього Юрій Іллєнко зробив заяву для преси: «Я йду з кіно, бо з цією бандитською владою не хочу мати справи».

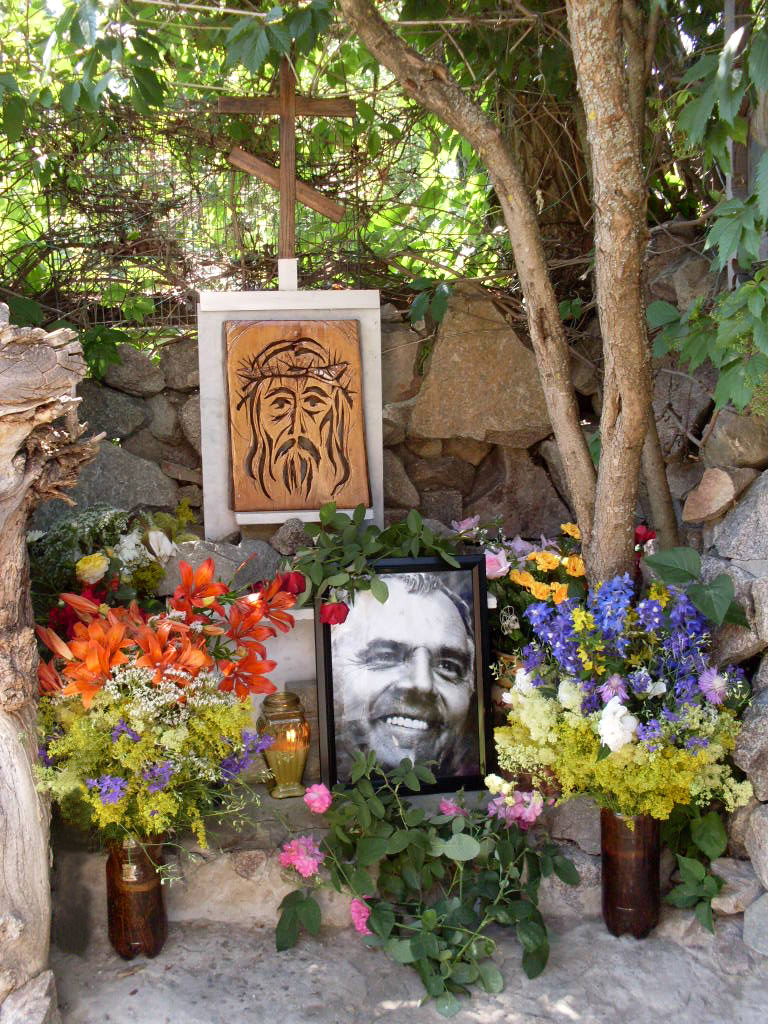
Могила кінорежисера

Тривалий час хворів на невиліковну хворобу. Помер 15 червня 2010 року у віці 74 років у селі Прохорівка Канівського району Черкаської області (нині Ліплявська сільська територіальна громада Черкаського району), похований на місцевому кладовищі.

## Родина
- Два брати: Іллєнко Михайло Герасимович та Іллєнко Вадим Герасимович
- Діти: Пилип Іллєнко, Андрій Іллєнко
- Дружина: Людмила Єфименко
- Першою дружиною була актриса Лариса Кадочникова, з якою вони разом вчились у ВДІКу.[4]

## Політична діяльність та погляди
На парламентських виборах 2006 та 2007 року Юрій Іллєнко балотувався у народні депутати України, входячи під другим номером у список політичної партії Всеукраїнське об'єднання «Свобода». Під час передвиборчих кампаній Іллєнко подорожував Україною, агітуючи виборців за ВО «Свобода» та поширюючи національну ідею.

Свої політичні ідеї та думки Іллєнко опублікував 2005 року в зібрці під назвою ""[уточнити]. У ній Іллєнко, наприклад, передбачив Революцію гідності, хоча й думав, що вона станеться 2006 року (на наступних парламентських виборах після Помаранчевої революції через фальсифікації):
Вивчаючи настрої українців, а в мене сотні і тисячі знайомих по містах і селах України, не менше в діаспорах по цілому світу, я впевнено можу сформулювати народну думку: неминуче насувається другий етап Національної Революції, і саме на момент чергової фальсифікації виборів до Верховної Ради. (ст 117)
У книзі також помітна віра Іллєнка у конспірологічні ідеї сіонізму та глобального уряду. У листах просліджуеється право-радикальна риторика з закликами до насильства:
Якщо існуючий в Україні іформаційний апартеїд протримається до березневих парламентських виборів 2006 року — Україна, як українська держава, безслідно зникне у вирі сіоністського глобалізму.
За усіма ознаками іде зачистка території для «землі обєтованной». Порахуймо, скільки хазар у парламенті, скільки в уряді, скільки в безсмертній партії влади. Коли порахуємо, то стане ясно, що «земля обєтованная» — це не історичний поетичний фантом, а це земля, на якій ми колись жили. Ми — це українці.

Тому інформаційну окупацію, інформаційний апартеїд треба негайно зруйнувати. Хоча б і в гайдамацький спосіб. Як велів Шевченко. (ст 115)

## Фільмографія
Оператор
- 1960 — «Прощавайте, голуби»
- 1962 — «Десь є син»
- 1964 — «Тіні забутих предків» (Друга премія Міжнародного кінофестивалю «Південний Хрест» у Мар-дель-Плата, Аргентина, 1965; премія ФІПРЕССІ за операторську роботу, колір і знімальні ефекти; Кубок Міжнародного кінофестивалю у Римі, Італія, 1965; Премія Британської кіноакадемії за найкращий зарубіжний фільм 1966; Спеціальна премія за талановитий пошук і новаторство Всесоюзного кінофестивалю у Києві, 1966; Золота медаль за режисуру Міжнародного кінофестивалю у Салоніках, Греція, 1966; Почесний диплом Міжнародного кінофестивалю у Мельбурні, Австралія, 1967),
- 1999 — «Ave, Maria!»

Режисер
- 1966 — «Криниця для спраглих» (Висока оцінка на МКФ у Сан-Франциско, 1988)
- 1968 — «Вечір на Івана Купала»
- 1971 — «Білий птах з чорною ознакою» (Золота медаль VII Московського міжнародного кінофестивалю; відбіркова премія «Срібні сирени», МКФ, Соренто, Італія, 1972)
- 1972 — «Наперекір усьому» (у співавт. з югославськими кіномитцями)
- 1973 — «Мріяти і жити»
- 1976 — «Свято печеної картоплі»
- 1978 — «Смужка нескошених диких квітів»
- 1980 — «Лісова пісня. Мавка»
- 1982 — «Легенда про княгиню Ольгу» (Почесний приз Києва Юрію Іллєнку на ВКФ 1984)
- 1987 — «Солом'яні дзвони»
- 1990 — «Лебедине озеро. Зона» (Премія ФІПРЕССІ на Міжнародному кінофестивалі в Каннах, Франція, 1990; Премія «Ескор» молодої критики; Приз «За найкращу операторську роботу»; приз «Золотий витязь» Міжнародного кінофестивалю Нови Сад, Югославія, 1993; Приз «За найкращу операторську роботу» Міжнародного кінофестивалю «Кінотавр», Сочі, Росія, 1991)
- 1994 — Параджанов: партитура Христа до-мажор (1994. Диплом МКФ «Золотий витязь»)
- 2002 — «Молитва за гетьмана Мазепу» (Приз «Золота рибка», 2002. Польща)

Актор
- «Вулиця Ньютона, будинок 1» (Тимофій Сувернєв)
- «Мріяти і жити» (Герасим)

Сценарист
- «З нудьги»
- «Вечір на Івана Купала»
- «Білий птах з чорною ознакою»

Він написав лібрето балетів «Прометей-Распутін» (1982) і «Ольга» (1990) Євгена Станковича, роман-сценарій «Агасфер. Хроніка другого пришестя Христа» (1994), монографію «Парадигма кіно» (К., 1999) тощо.

## Літературні твори
- Юрка Іллєнка. Доповідна Апостолові Петру. Автопортрет альтер его (у трьох книгах). — Тернопіль: Навчальна книга — Богдан, 2008; 2011.

Кн. 1, 704 с. ISBN 978-966-10-0238-7
Кн. 2, 432 с. ISBN 966-10-0286-X
Кн. 3, 642 с. ISBN 978-966-10-0755-9

## Звання, титули, нагороди
- Лауреат Національної премії України імені Тараса Шевченка
- Народний артист України
- Академік Національної академії мистецтв України
- Професор кафедри кінорежисури і кінодраматургії
- Почесний доктор Міжнародної кадрової академії
- Почесний доктор Національного університету «Києво-Могилянська академія»

## Вшанування пам'яті
- 8 червня 2011 року в місті Івано-Франківськ з'явилася Вулиця Юрія Іллєнка[5].
- 27 лютого 2015 року в місті Черкаси з'явилася вулиця Юрія Іллєнка.
- Із листопада 2015 року одна з вулиць міста Канева носить ім'я Юрія Іллєнка[6]
- Також вулиця Юрія Іллєнка існує в місті Кам'янське.
- 24 березня 2017 року депутати Тернопільської міської ради присвоїли ім'я Юрія Іллєнка одній з нових вулиць Тернополя в мікрорайоні «Північний»[7]
- 6 грудня 2016 року депутати Черкаської міської ради присвоїли ім'я Юрія Іллєнка Черкаській школі № 21.[8]
- 7 листопада 2018 року вулицю Мельникова в Києві було перейменовано на вулицю Юрія Іллєнка.
- 28 жовтня 2022 року у місті Ковель було перейменовано вулицю Лермонтова на Юрія Іллєнка.